# Aedes nigropterum
Aedes nigropterum är en tvåvingeart som beskrevs av Goff, Bousses och Jacques Brunhes 2007. Aedes nigropterum ingår i släktet Aedes och familjen stickmyggor.
Artens utbredningsområde är Madagaskar. Inga underarter finns listade i Catalogue of Life.